# Prem Qaidi
Prem Qaidi (hindi : प्रेम क़ैदी) est un film indien réalisé par Murali K. Rao Mohan sorti le 21 juin 1991. 
Il met en vedette Harish Kumar, Paresh Rawal, Dalip Tahil ainsi que Karisma Kapoor dont c'est le premier film.

## Fiche technique
- Titre : Prem Qaidi
- Réalisateur : Murali K. Rao Mohan
- Date de sortie : 21 juin 1991

## Distribution
- Karisma Kapoor : Neelima
- Harish Kumar
- Shafi Inamdar
- Rama Vij
- Paresh Rawal
- Dalip Tahil
- Bharat Bhushan
- Asrani

## Musique
La musique est composée par Anand-Milind ; les chansons sont interprétées par SP Balasubramaniam, Kavita Krishnamurthy et Sadhana Sargam.	                       
- Antakshari
- Arey Logo Zara Dekho
- Hum Hain Premqaidi
- I Live For You
- O Meri Priyatama Priyatama
- Tere En Galon Pe